# Hans Talhoffer

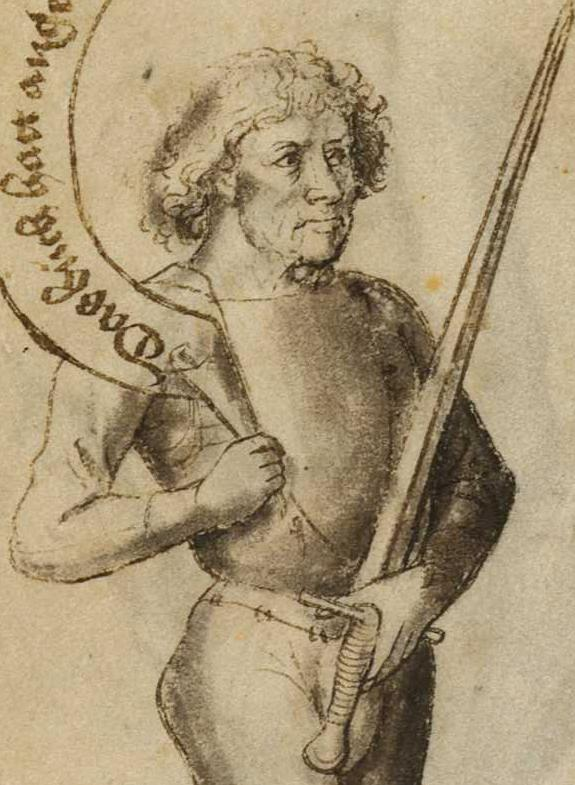
Hans Talhoffer. Porträtt från 1467.

Hans Talhoffer, cirka 1420 till 1490, var en tysk fäktmästare som skrev åtminstone sex illustrerade manuskript för strid. Under perioden hände det att en duktig fäktare fick anställning hos en adelsman för att lära ut sina tekniker, och Talhoffer arbetade bland annat för den swabiske riddaren Leutold von Königsegg, som i sin tur var vasall åt greve Eberhardt von Württemberg.
Talhoffers manualer blev populära och reproducerades i för tiden stora upplagor. Den manual som idag är mest spridd och använd i rekonstruktionen av medeltida fäktning är från 1467 och innehåller beskrivningar av strid med långsvärd, rustad strid i list (alltså en juridisk strid) med svärd och spjut, pålyxa, sköld och stridsklubba av trä, sköld (utformad på ett speciellt sätt för juridisk strid), strid med särskilda sköldar med hakar, dolk, brottning, messer, svärd och bucklare, strid mot två fiender, juridisk strid mellan man och kvinna, obeväpnad strid till häst, beryttad strid med lans och svärd, samt strid på häst mot armborst. Många av dessa tekniker är ofullständigt beskrivna, och långsvärdsteknikerna är de som är utförligast genomgångna.
Tolkning av Talhoffers manuskript är problematiskt eftersom de sällan avhandlar grunder, utan man förutsätts kunna vissa saker från början. Det kan också vara så att manuskripten är skrivna delvis som reklam för Talhoffers egna kunnande. Trots detta är de tekniker som lärs ut ofta effektiva och baserade på verkliga situationer. Dessutom ger manuskripten insikt i hur bland annat juridiska strider gick till i de landområden som utgör Tyskland. Mest spektakulärt är kanske striden mellan man och kvinna, där mannen står i en grop och är beväpnad med en stridsklubba av trä, medan kvinnan använder en stor sten invirad i en slöja som vapen.